# تشخیص (آرایه ادبی)

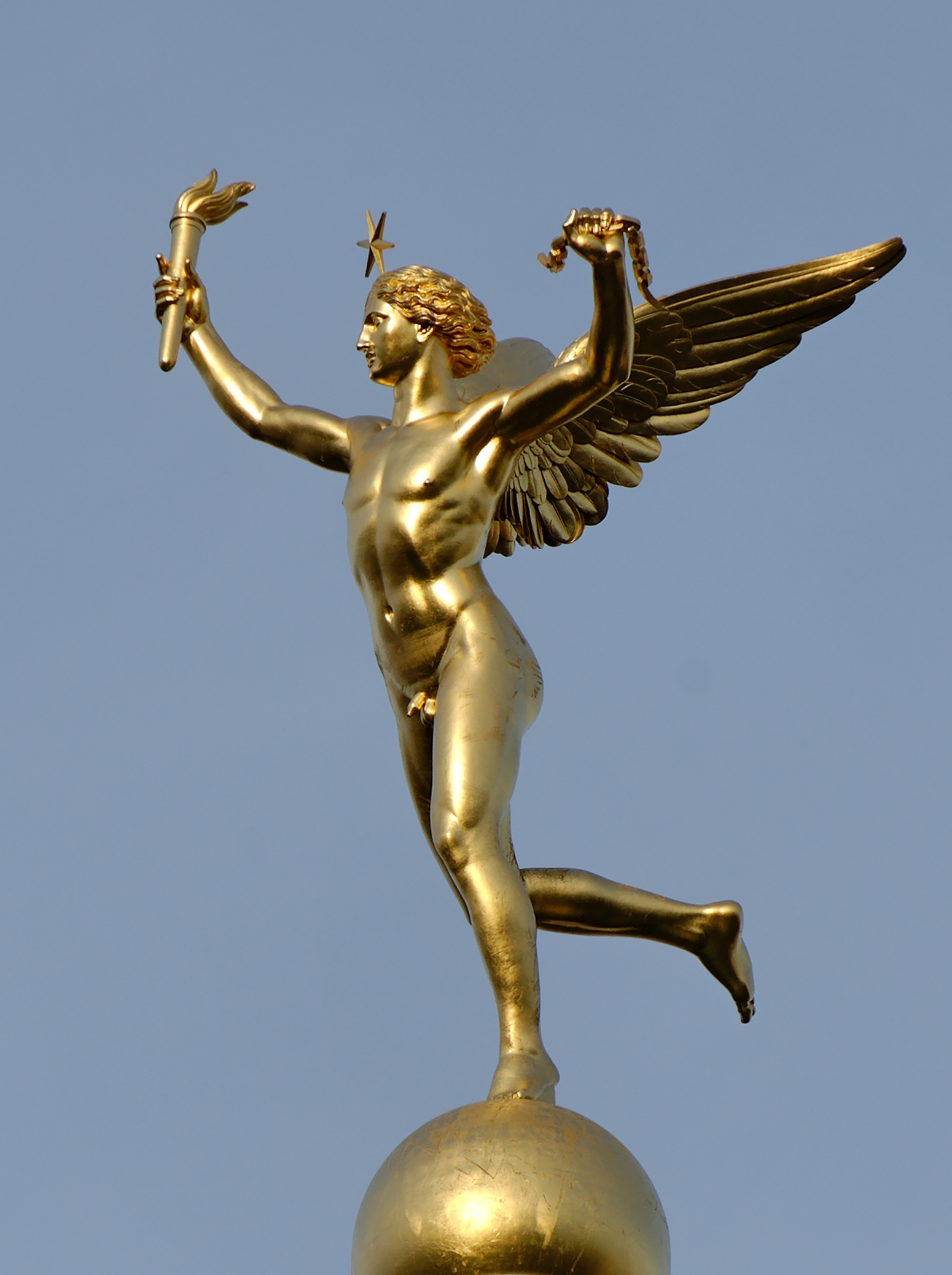
تشخیص یا جان‌بخشی به اشیا آرایه‌ای ادبی است

تشخیص یا جان‌بخشی به اشیا آرایه‌ای ادبی است که صفت‌ها یا رفتار انسانی را به جانوران یا اشیاء نسبت می‌دهد.
تشخیص گونه‌ای از استعاره مکنیه است که مشبه غیرانسان است و ویژگی انسانی به آن نسبت داده می‌شود.
نام دیگر این آرایه انسان نمایی پدیده ها می‌باشد.

## نمونه‌ها
- آن همه ناز و نعمتم که خزان می‌فرمود / عاقبت در قدم باد بهار آخر شد (حافظ): در این بیت «نازیدن» که ویژهٔ آدمی است به خزان (پاییز) نسبت داده شده‌است.
- برق از شوق که میخندد بدین سان قاه قاه عمل خندیدن که رفتار انسانی است به برق نسبت داده شده است.
- آسمان از شوق دف می‌زد- شط خرمشهر کف می‌زد-چشم در چشم افق می‌دوخت-در دهان تانک‌ها می‌سوخت- دست او در دست نارنجک -شیر مردان را صدا می‌زد-ناگهان تکبیر پر واکرد-خط دشمن گیج و سرگردان.
- به مغرب سینه مالان قرص خورشید / نهان می‌گشت پشت کوهساران (بیدل) از نسبت دادن قید سینه مالان به خورشید آرایهٔ تشخص پدیدآمده است.

یا مثلا این بیت 
سحر در شاخسار بوستانی/چه خوش میگفت مرغ نغمه خوان 
ای دیو سپید پای در بند/ای گنبد گیتی ای دماوند